# Space Bandits
Space Bandits è il sedicesimo album in studio della space rock band britannica Hawkwind, registrato nel 1990 e pubblicato nello stesso anno.
Da registrare il ritorno di Simon House, nonché gli ingressi in formazione di Richard Chadwick (a tutt'oggi ancora nel gruppo) e di Bridget Wishart, prima voce femminile nella band.

## Tracce
1. Images – 9:34 –  (Wishart/Brock/Davey)
2. Black Elk Speaks – 5:15 –  (Black Elk/Brock)
3. Wings – 5:22 –  (Davey)
4. Out of the Shadows – 4:57 –  (Buckley/Brock/Davey)
5. Realms – 3:26 –  (Davey)
6. Ship of Dreams – 5:13 –  (Brock)
7. T.V. Suicide – 5:20 –  (Bainbridge)

## Formazione
- Bridget Wishart - voce
- Dave Brock - chitarra, tastiere, voce (tracce 4, 6)
- Alan Davey - basso, chitarra, voce (traccia 3)
- Simon House - violino
- Harvey Bainbridge - tastiere, voce
- Richard Chadwick - batteria